# دکتر پیکل و آقای پراید
دکتر پیکل و آقای پراید (انگلیسی: Dr. Pyckle and Mr. Pryde) یک فیلم صامت کمدی سیاه‌وسفید به کارگردانی اسکات پمبروک و جو راک است که در سال ۱۹۲۵ منتشر شد.
این فیلم تقلید طنزگونه‌ای از رمان مورد غیرعادی دکتر جکیل و آقای هاید اثر رابرت لویی استیونسن و دو فیلم پیشین دکتر جکیل و آقای هاید (فیلم ۱۹۱۲) و دکتر جکیل و آقای هاید (فیلم ۱۹۲۰) است. از بازیگران این فیلم می‌توان به استن لورل و سید کراسلی اشاره کرد.